# Брусовское сельское поселение (Тверская область)
Бру́совское се́льское поселе́ние — упразднённое муниципальное образование в составе Удомельского района Тверской области России.
На территории поселения находилось 8 населенных пунктов. Административный центр — посёлок Брусово.
Образовано в 2005 году, включило в себя территорию Брусовского сельского округа.
Законом Тверской области от 7 декабря 2015 года № 117-ЗО, 18 декабря 2015 года все муниципальные образования Удомельского района — городское поселение — город Удомля, Брусовское, Еремковское, Зареченское, Копачёвское, Котлованское, Куровское, Молдинское, Мстинское, Порожкинское, Рядское и Удомельское сельские поселения — были преобразованы в Удомельский городской округ.

## География
- Общая площадь: 65,3 км²
- Нахождение: восточная часть Удомельского района.
  - Граничит:
    - на востоке — с Максатихинским районом, Малышевское СП
    - на юго-востоке — с Максатихинским районом, Каменское СП
    - на юге — с Молдинским СП
    - на западе — с Еремковским СП

Главная река — Середница.
Поселение пересекает Октябрьская железная дорога, линия «Бологое—Сонково—Рыбинск».

## Население
По переписи 2002 года — 1182 человека, на 01.01.2008 — 1005 человек.
| 2010 | 2011  | 2012  | 2013  | 2014  | 2015  | 2016  |
| ---- | ----- | ----- | ----- | ----- | ----- | ----- |
| 1070 | ↘1065 | ↘1053 | ↗1060 | ↗1080 | ↘1024 | ↘1008 |

## Населенные пункты
На территории поселения находятся следующие населённые пункты:
| № | Тип нп | Название | Население (2008 год) |
| - | ------ | -------- | -------------------- |
| 1 | пос.   | Брусово  | 836                  |
| 2 | дер.   | Братское | 23                   |
| 3 | дер.   | Горшуха  | 5                    |
| 4 | дер.   | Ежиха    | 40                   |
| 5 | дер.   | Ишутиха  | 42                   |
| 6 | дер.   | Красное  | 27                   |
| 7 | дер.   | Рыжково  | 28                   |
| 8 | дер.   | Ушаково  | 4                    |

### Бывшие населенные пункты
На территории поселения исчезли деревни Буденовка, Заречье, Рябиха, Подеришки и другие.

## История
В XII—XVII вв. территория поселения относилась к Бежецкой пятине Новгородской земли.

С XVIII века территория поселения входила:
- в 1708—1727 гг. в Санкт-Петербургскую (Ингерманляндскую 1708—1710 гг.) губернию, Новгородскую провинцию,
- в 1727—1775 гг. в Новгородскую губернию,
- в 1775—1796 гг. в Тверское наместничество,
- в 1796—1929 гг. в Тверскую губернию, Вышневолоцкий уезд,
- в 1929—1935 гг. в Московскую область, Удомельский район,
- в 1935—1936 гг. в Калининскую область, Удомельский район,
- в 1936—1960 гг. в Калининскую область, Брусовский район,
- в 1960—1963 гг. в Калининскую область, Удомельский район,
- в 1963—1965 гг. в Калининскую область, Бологовский район,
- в 1965—1990 гг. в Калининскую область, Удомельский район,
- с 1990 в Тверскую область, Удомельский район.

В XIX — начале XX века деревни поселения относились к Поддубской волости Вышневолоцкого уезда.

В 1936 году в составе Калининской области был образован Брусовский район с центром в посёлке при станции Брусово, включавний в себя территории нынешних Удомельского (восточная часть) и Максатихинского (западная часть) районов, упразднен в ноябре 1960 года.